# Dmitri Tchetchouline
Ne pas confondre avec S. N. Tchetchouline, architecte en chef de la ville de Moscou entre 1945 et 1952.
Dmitri Nikolaïevitch Tchetchouline (en russe : Дмитрий Николаевич Чечулин) est un architecte russe puis soviétique, né le 22 août 1901 à Chostka (actuelle Ukraine) et mort le 29 octobre 1981 à Moscou.

## Biographie
Dmitri Tchetchouline est né en 1901 à Chostka, dans le gouvernement de Tchernigov, aujourd'hui en Ukraine.
Il est l'architecte de plusieurs stations du métro moscovite : Komsomolskaïa et Okhotny Riad sur la ligne Sokolnitcheskaïa, Kievskaïa sur la ligne Arbatsko-Pokrovskaïa et Dinamo sur la ligne Zamoskvoretskaïa.
En 1946, il est élu député du 2e Soviet suprême de l'Union soviétique.
Avec Andreï Rostkovski (ru), il conçoit le projet de l'immeuble d'habitation de la berge Kotelnitcheskaïa construit de 1949 à 1952.
Tchetchouline a aussi dessiné les plans du complexe de bâtiments sur la place Trioumfalnaïa, de la bibliothèque des littératures étrangères, l'Hôtel Rossiya.
Il a dirigé une équipe d'architectes pour la construction en 1979-1980 de la Maison-Blanche, immeuble qui abritait à l'époque les Soviets de la RSFSR, et est depuis le siège du gouvernement russe. Ce bâtiment est construit en marbre blanc dans le style néo-classique soviétique, ce qui explique son nom.
Dmitri Tchetchouline meurt en 1981, et est enterré au cimetière de Novodevitchi à Moscou.

## Récompenses
- prix Staline :
  - 1941, pour le projet des stations Kievskaïa et Komsomolskaïa du métro de Moscou
  - 1949, pour le projet d'immeuble Zariadié

## Œuvres
- Station Komsomolskaïa (ligne Sokolnitcheskaïa), métro de Moscou, 1935
- Vestibules Okhotny Riad (ligne Sokolnitcheskaïa), métro de Moscou, 1935
- Station Kievskaïa (gare de Kiev) (ligne Filiovskaïa) métro de Moscou, 1937
- vestibules Dinamo, (ligne Zamoskvoretskaïa) métro de Moscou, 1938
- Centre panrusse des expositions, Maintenant "Centre russe d'exposition", 1939
- Salle de concert Tchaïkovski, 1940
- Pont Victoire (avec le sculpteur Nikolaï Tomsky), 1943
- L'immeuble d'habitation de la berge Kotelnitcheskaïa, 1947-1952
- Hôtel Pekin, 1939 - 1955
- Piscine Moskva, 1958 (démolie en 1995)
- Maison-Blanche, 1965–1981
- Hôtel Rossiya, à la place de la tour Zaryadie, 1967 (rasé en 2006)